# Волково (Наро-Фоминский городской округ)
Волково — деревня в Наро-Фоминском районе Московской области, входит в состав муниципального образования Городское поселение Верея. На 2006 год постоянного населения не зарегистрировано, в деревне числится 1 садовое товарищество. До 2006 года Волково входило в состав Симбуховского сельского округа.
Деревня расположена в западной части района, у истока безымянного ручья, правого притока Протвы, в 3 км к юго-западу от города Верея, высота центра над уровнем моря 190 м. Ближайшие населённые пункты — Ястребово в 500 м на север и Дубки в 800 м на северо-запад.

До деволюции рядом с д. Волково находилось сельцо Абросово, оно же Головцово.